# Mamuel Choique
Mamuel Choique es una localidad del Departamento Ñorquincó, en el sudoeste de la provincia de Río Negro, Argentina. Se encuentra a 180 km de San Carlos de Bariloche.

## Historia
Inició su vida gracias a la instalación de la estación ferroviaria homónima de La Trochita que la hizo prosperar hasta su cierre. La población fue descripta hacia fines de los años 1980 como una serie de viviendas precarias y otras ubicadas en hileras frente a las vías. En su mayoría sus pobladores estaban destinados al mantenimiento de bombas de agua y trabajos menores.Además, el poblado pudo desarrollar escuela primaria y albergar más empleados ferroviarios que otros puntos. Luego del cierre del ferrocarril su población decreció drásticamente en los años 1990.

## Población
Contó con 243 habitantes (Indec, 2010), lo que representó un incremento del 92% frente a los 126 habitantes (Indec, 2001) del censo anterior.
El censo 2022 arrojó 119 viviendas con una población estable de 140 habitantes en la comisión de fomento.
| Gráfica de evolución demográfica de Mamuel Choique entre 1991 y 2022 |
|                                                                      |
| Fuente: Censos nacionales del INDEC                                  |